# Раковина (фильм)
«Раковина» — художественный фильм режиссёра Макса Мингеллы по сценарию Джека Стэнли с Элизабет Мосс, Кейт Хадсон и Кайей Гербер в главных ролях. Продюсерами фильма выступают компании Black Bear International, Automatik и Love & Squalor Pictures.
Мировая премьера фильма состоялась 13 сентября 2024 года на Международном кинофестивале в Торонто.

## Сюжет
Действие фильма происходит в недалеком будущем. Начинающая актриса Саманта (Мосс) получает бесплатное испытание в бурно развивающейся косметической компании, обещающей вечную молодость, и заводит дружбу с генеральным директором Зои Шеннон (Хадсон). Однако, когда она узнаёт, что другие пациенты пропали, в том числе и Хлоя Бенсон (Гарбер), Саманта понимает, что всё может быть не так уж хорошо.

## В ролях
- Элизабет Мосс — Саманта[3]
- Кейт Хадсон — Зои Шеннон
- Кайя Гербер — Хлоя Бенсон

## Производство
В июле 2020 года стало известно, что режиссёром фильма станет Макс Мингелла, сценарий написал Джек Стэнли, а продюсерами — Фред Бергер, Брайан Кавано и Алисия Ван Коверинг. Фильм будет доступен на сервисе HBO Max. В мае 2023 года к актёрскому составу фильма присоединились Элизабет Мосс, Кейт Хадсон и Кайя Гербер, а Мосс стала продюсером со своей компанией Love & Squalor Pictures, и HBO Max больше не участвовал в проекте.
Основные съёмки начались в декабре 2023 года.